# Ligne 6 (S-Bahn Rhin-Main)
Pour les articles homonymes, voir Ligne 6 et S6.
La ligne S6 fait partie du réseau de la S-Bahn Rhin-Main. Elle relie Friedberg (Hessen) à la gare du midi de Francfort dans le centre-ville de Francfort.
Elle fut inaugurée 1978 et compte actuellement 21 stations pour une longueur de 39,1 km.